# Вирфурень
Вирфурень, Вирфурені (рум. Vârfureni) — село у повіті Димбовіца в Румунії. Входить до складу комуни Пукень.
Село розташоване на відстані 105 км на північний захід від Бухареста, 32 км на північний захід від Тирговіште, 148 км на північний схід від Крайови, 59 км на південний захід від Брашова.

## Населення
За даними перепису населення 2002 року у селі проживали 98 осіб, усі — румуни. Усі жителі села рідною мовою назвали румунську.